# Karoro
Karoro est une banlieue de la ville de Greymouth, située dans la région de la West Coast dans l’Île du Sud de la Nouvelle-Zélande. 

## Situation
Elle est localisée au sud-ouest du centre-ville de la cité de Greymouth et est limitée au nord par la banlieue de Blaketown, au nord-est par le centre de la cité de Greymouth, au sud-est par la banlieue de Boddytown, au sud par celle de Paroa et à l’ouest par la Mer de Tasman,.

## Population
La population était de 879 habitants lors du recensement de 2006 (recensement de 2006 en Nouvelle-Zélande) en diminution de 15 résidents par rapport au recensement de 2001.

## Liens externes

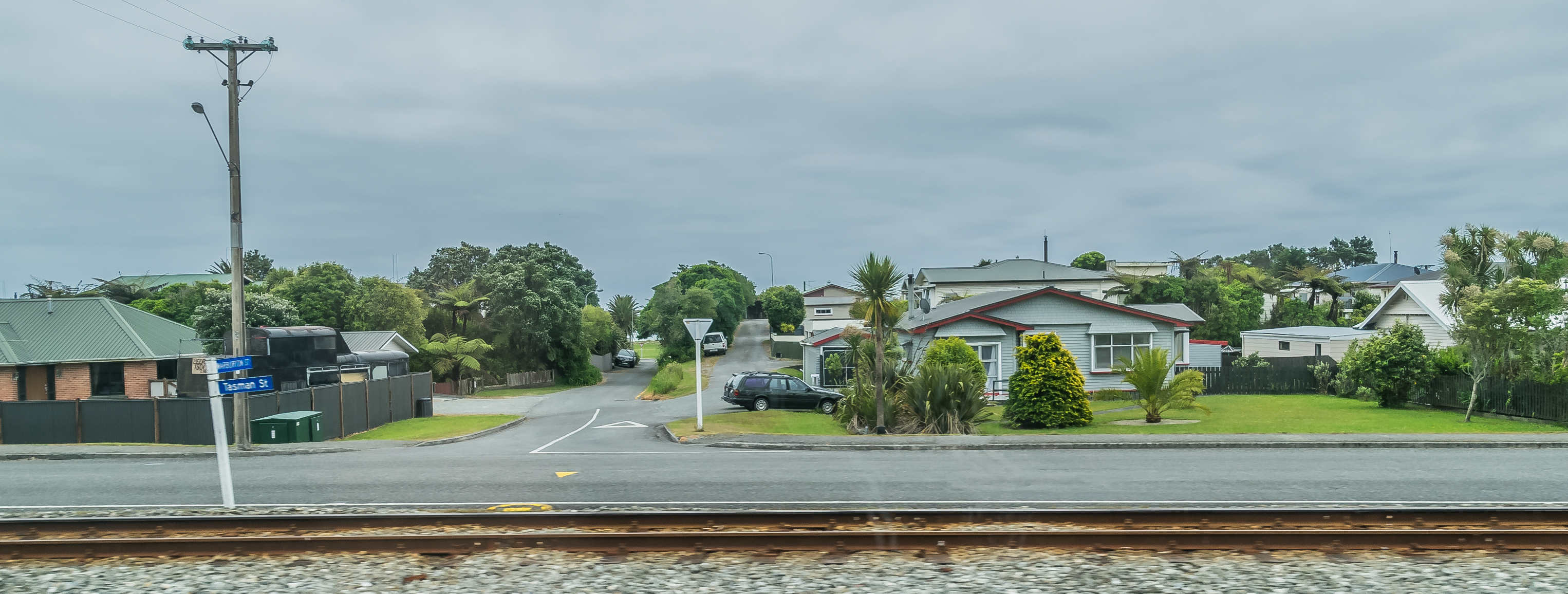

## Éducation
Karoro School (en) est une école mixte assurant tout le primaire, allant de l’année 1 à 8, avec un taux de décile de 8 et un effectif de 169 élèves. 
L’école a célébré son 50 e anniversaire en 2008.